# بيلي دوف
بيلي دوف (بالإنجليزية: Billie Dove)‏ هي عارضة وممثلة أمريكية، ولدت في 14 مايو 1903 بنيويورك في الولايات المتحدة، وتوفيت في 31 ديسمبر 1997 في الولايات المتحدة بسبب ذات الرئة.

## وصلات خارجية
- بيلي دوف على موقع IMDb (الإنجليزية)
- بيلي دوف على موقع ألو سيني (الفرنسية)
- بيلي دوف على موقع أول موفي (الإنجليزية)
- بيلي دوف على موقع قاعدة بيانات برودواي على الإنترنت (الإنجليزية)
- بيلي دوف على موقع قاعدة بيانات الأفلام السويدية (السويدية)
- بيلي دوف على موقع إن إن دي بي (الإنجليزية)
- بيلي دوف على موقع قاعدة بيانات الفيلم (الإنجليزية)
- بيلي دوف على موقع كينوبويسك (الروسية)